# درو نواك
درو نواك (بالإنجليزية: Drew Nowak)‏ هو لاعب كرة قدم أمريكية أمريكي، ولد في 7 مارس 1990 في غرين باي في الولايات المتحدة.

## وصلات خارجية
- درو نواك على موقع مرجع كرة القدم المحترفة.كوم (الإنجليزية)
- درو نواك على موقع كلية كرة القدم في سبورتس رفرنس.كوم (الإنجليزية)